# Гина, Георгий Николаевич
Георгий Николаевич Гина (творческое имя — Юрий Гина; 16 апреля 1932, Черновцы — 19 мая 2025, Германия) — советский и украинский музыкант (скрипач), композитор, дирижёр, фольклорист, педагог, культурно-общественный деятель, народный артист Украины (2002), профессор.

## Биография
Трудовую деятельность начал в 1947 году как музыкант-скрипач и аккордеонист заведения общественного питания «Черновчанка», Черновцы.
Окончил Черновицкое музыкальное училище и Киевскую государственную консерваторию им. П. Чайковского (1956).
С 1956 года — преподаватель по классу скрипки и директор Черновицкой детской музыкальной школы № 1, одновременно преподаватель Черновицкого музыкального училища, художественный руководитель и дирижёр камерного оркестра Черновицкой областной филармонии (с 1975 года).
24 года работал преподавателем Черновицкого музыкального училища и 46 лет директором Черновицкой детской музыкальной школы № 1. За 48 лет из его скрипичного класса выпущено более сотни скрипачей, которые стали артистами симфонических оркестров, педагогами музыкальных учебных заведений, а такие, как Тарас Печёный, Белла Жилинская, Цветана Дронь, Татьяна Дуда, Светлана Пампуха — лауреатами международных и Республиканских конкурсов.
В 1968 году Гина вместе с солисткой Софией Ротару участвовал в IX Всемирном фестивале молодёжи и студентов в г. София (Болгария), где под его руководством фольклорный коллектив получил высокую оценку, а солистка — высшую награду «Золотой Орфей».
30 лет Гина был художественным руководителем и главным дирижёром камерного оркестра, созданного им при Черновицкой областной филармонии, который в 1978 году получил первое место и звание лауреата на первом Республиканском конкурсе камерных оркестров (г. Киев).
С 1972 по 2004 год Г. Н. Гина с камерным оркестром Черновицкой областной филармонии трижды выступал на творческих отчётах в г. Киеве.
С 1992 года Г. Гина работает на кафедре музыки Черновицкого национального университета им. Ю. Федьковича, с 1995 года — доцент, в 2003 году получил звание профессора.
Его педагогическая, творческая и общественная деятельность неоднократно отмечались Почётными грамотами министерства культуры, ЦК профсоюза работников культуры Украины, грамотами областного совета.
В ноябре 2000 года Г. Гина за плодотворную работу по обогащению украинской национальной культуры стал лауреатом областной литературно-художественной премии имени С. Воробкевича, «Заслуженный артист Украинской ССР» с 1980 года, в 2002 году ему присвоено звание «Народный артист Украины».

## Творческое наследие
Гина имеет 9 научных и учебно-методических работ, используемых в педагогической практике, 50 отзывов, рецензий, интервью в прессе о творческой деятельности.
Как композитор Г. Гина написал около ста музыкальных произведений, среди них: инструментальные произведения, песни, пьесы для дуэтов, ансамблей тройственных музыкантов, цимбал, обработки и переводы для ансамбля скрипачей, камерного оркестра, хора и солистов.
Произведения печатались в сборниках и журналах, выходили в записях на пластинках. В 1990 году фирмой «Мелодия» выпущены грампластинки «Буковинский сувенир», где представлены произведения Г. Гины в исполнении камерного оркестра.

## Основные произведения

### Обработки и переводы для ансамбля скрипачей
- «Ария», «Экспромт» Шуберта;
- «Мазурка» Бакланова;
- «Старинный романс» Свиридова;
- украинская народная песня «Ой ти дівчино, з горіха зерня»;
- «Заграй ми, цигане старий» С. Воробкевича;
- «Балада» Ч. Порумбеску.
- рапсодия «Рідне наше — найдорожче»,
- фантазия на тему песни С. Воробкевича «Заграй ми, цигане старий»

### Произведения
- «Прогулянка»
- «Скерцо»
- «Гумореска»
- «Святкові танці»
- «Вітер надії»
- «Мандрівний музика» (посвящено памяти В. Ивасюка)
- Хоровод «Святкові танці»
- «Гора і Садагурська полька»